# Udo Schmidt
Udo Schmidt (* 1945 im Sauerland) ist ein pensionierter Berufsschullehrer und Autor von mehr als 100 Sachbüchern in den Bereichen Computer-Ratgeber, Bildbearbeitungs-Fachliteratur und digitale Fotografie sowie von Kriminalromanen.

## Leben
Der Oberstudienrat unterrichtete 38 Jahre lang bis zu seiner Pensionierung im Alter von 67 am Berufskolleg Wuppertal Wirtschaftswissenschaften, Politik, Geschichte und Spanisch. Ab 1985 verfasste er zugleich Sachbücher, die zum Teil in das Russische und Indonesische übersetzt wurden. Er nimmt für sich in Anspruch, das erste deutschsprachige Handbuch für Windows verfasst zu haben.
Nach Verlagerung seines Interessensgebiets in Richtung Fotografie verfasste er dort weitere Sachbücher, die ihn für eine kurze Tätigkeit als Co-Moderator von Fernsehbeiträgen des Hessischen Rundfunks qualifizierten. Im Bereich der Belletristik verfasste er zudem Kriminalromane.
Neben seiner schriftstellerischen und beruflichen Tätigkeit war er für die FDP Mitglied im Rat der Stadt Radevormwald und kandidierte für den Bundestag. Udo Schmidt ist heute in Niedersprockhövel wohnhaft.

## Schriften (Auswahl)
- Das MS-Windows-Kompendium. Tips, Tricks und Training, ausführliche Programmdokumentation, Hilfen bei der Anpassung verschiedener Softwarepakete für Windows 2.0 und Windows 386. Markt-und-Technik-Verlag, Haar bei München 1988, ISBN 978-3-89090-558-7.
- Windows 3.0. Die Einführung; sehen, verstehen, anwenden. Markt-und-Technik-Verlag, Haar bei München 1990, ISBN 978-3-89090-966-0.
- Windows 3.1. Die Einführung ; sehen, verstehen, anwenden. Markt-und-Technik-Verlag, Haar bei München 1992, ISBN 978-3-87791-305-5.
- Windows für Workgroups : Planung, Einsatz, Optimierung. Markt-und-Technik-Verlag, Haar bei München 1993, ISBN 978-3-87791-432-8.
- Norton Utilities für Windows 95. Einsatz und Hintergründe. tewi-Verlag, München 1995, ISBN 978-3-89362-437-9.
- Windows-95-Tuning. Startprobleme, Alltagskram optimiert, Aufräumen & Wegwerfen, Hardware-Trouble, Treiber-Macken, Systemoptimierung, Zubehör. Franzis, Feldkirchen 1997, ISBN 978-3-7723-6143-2.
- Windows 98. Systemoptimierung, Tools & Tuning, Tips & Tricks. Franzis, Poing 1998, ISBN 978-3-7723-6825-7.
- Windows 2000. ...durchblicken statt rumklicken. Franzis, Poing 2000, ISBN 978-3-7723-7304-6.
- Windows Me. Tipps & Tricks, Konfiguration und Anpassung, Systemoptimierung, Tools & Tuning. (Medienkombination inklusive CD-ROM). Franzis, Poing 2000, ISBN 978-3-7723-6375-7.
- Windows XP. Komplettwissen für Einsteiger – Tipps & Tricks für Umsteiger – Heimnetzwerke einrichten – mobiles Windows XP. (Medienkombination inklusive CD-ROM). Franzis, Poing 2001, ISBN 978-3-7723-6376-4 (weitere Auflage unter diesem Titel 2003 bei Franzis, ISBN 978-3-7723-8900-9).
- Digitale Fotografie. Basics der digitalen Fotografie – Bilder von der Kamera holen, nachbearbeiten, drucken und archivieren – Bildbearbeitung mit Paint Shop Pro und Photoshop. (Medienkombination inklusive CD-ROM). Franzis, Poing 2002, ISBN 978-3-7723-7690-0 (2., aktualisierte Auflage 2003 bei Franzis, ISBN 978-3-7723-7694-8).
- Praxis der Digital-Fotografie. Praxis pur – die einfache und anschauliche Anleitung für perfekte Fotos!. (Medienkombination inklusive CD-ROM). Franzis, Poing 2003, ISBN 978-3-7723-6234-7.
- Einstieg in die Digitalfotografie. (Medienkombination inklusive CD-ROM). Franzis, Poing 2003, ISBN 978-3-7723-6029-9.
- Jenseits der Idylle. Der Rügen-Krimi. Twentysix, Norderstedt 2020, ISBN 978-3-7407-5870-7.
- Stadt in Angst. Ostseekrimi. Twentysix, Norderstedt 2021, ISBN 978-3-7407-8569-7.